# Лимаревка (Беловодский район)
Лимаревка (укр. Лимарівка) — село, относится к Беловодскому району Луганской области Украины.
Население по переписи 2001 года составляло 351 человек. Почтовый индекс — 92812. Телефонный код — 6466. Занимает площадь 3,206 км². Код КОАТУУ — 4420686604.

## Местный совет
92810, Луганська обл., Біловодський р-н, с. Кононівка, вул. Леніна, 2  (укр.)